# 라일라 글라이트만
라일라 글라이트만(1929년 12월 10일~2021년 8월 8일)은 미국 펜실베니아 대학교의 심리학 및 언어학 교수이다.  언어 습득 및 발달 심리 언어학 분야에서 국제적으로 유명한 전문가로 어린이의 모국어 학습에 중점을 두었다. 글라이트만의 연구 관심 분야는 언어 습득, 형태 및 구문 구조, 심리 언어학, 구문 및 어휘 구성이다. 주목할만한 제자로는 엘리사 뉴포트, 바바라 란다우(Barbara Landau) 및 수전 골딘메도우(Susan Goldin-Meadow)가 있다.

## 사생활
글라이트만은 1929년 뉴욕주 브루클린에서 태어났다. 동료 심리학자인 헨리 글라이트만과 결혼했는데, 그 또한 2015년 9월 2일 사망할 때까지 펜실베니아 대학의 심리학 교수로 재직하였다. 두 딸을 두었으며, 2021년 8월 8일 91세의 나이로 사망했다.

## 전문가 경력
글라이트만은 1952년 앤티옥 칼리지(Antioch College)에서 문학 학사, 1962년 펜실베니아 대학교에서 언어학 석사 학위를 받았고. 1967년 펜실베니아 대학교에서 젤리그 해리스(Zellig Harris)의 지도 하에 언어학 박사 학위를 받았다.  그녀는 스와스모어 대학에 조교수로 부임한 후, 1972년부터 1973년까지  펜실베이나 대학에서 윌리엄 T. 카터 교육학과 교수로 재직하고, 1973년부터 은퇴할 때까지 언어학과 교수, 스티븐과 마샤 로스(Steven and Marcia Roth) 심리학 교수를 역임하였다.
글라이트만은 그녀 자신의 통사론적 부트스트래핑 이론에 일부 기인하여 인지 과학 분야의 선구자로 인정받고 있는데, 이 이론에 따라 그녀와 바바라 란다우(Barbara Landau)는 시각 장애인이 시각과 관련된 단어(예: "look", "see" 및 color words)를 어떻게 쉽게 습득할 수 있는지에 대한 새로운 설명을 추구하게 되었다.
언어 습득 분야에서 그녀의 영향은 수많은 기관에서 인정을 하고 있으며, 그녀는 미국 심리학 협회, 심리 과학 협회(Association for Psychological Science), 실험 심리학자 학회(Society of Experimental Psychologists), 과학의 진보를 위한 미국 협회(American Association for the Advancement of Science), 미국 인문 과학 학회, 및 국립 과학 학회(National Academy of Sciences) 등에서 회원(fellow)으로 선출되었다. 2017년 데이비드 러멜하트 상(David Rumelhart Prize)을 수상했으며, 1993년에는 미국 언어학회 회장을 역임했다.
글라이트만은 국립 과학 학회(National Academy of Sciences)의 학회원 페이지에서 자신의 언어적 관심을 아래와 같이 스스로 설명하고 있다.
"나의 주요 관심 중 하나는 정신적 어휘의 구조와 의미론적 내용, 즉 단어의 형태와 의미의 심리적 표현에 관한 것입니다. 나의 두 번째 주요 관심은 아이들이 모국어의 어휘와 구문 구조를 모두 습득하는 방법입니다."

## 주요 출판물
(출판물의 전체 목록은 이곳 참조)
- Shipley, E., Smith, C., & Gleitman, L. (1969). A study in the acquisition of language: Free responses to commands. Language, 45(2), 322-342.
- Gleitman, L., & Gleitman H. (1970). Phrase and paraphrase. NY: Norton.
- Newport, E., Gleitman, H., & Gleitman, L. (1977). Mother, I'd rather do it myself: Some effects and non-effects of maternal speech style. In C. Snow & C. Ferguson (Eds.), Talking to children: Language input and acquisition. NY: Cambridge University Press.
- Landau, B., & Gleitman, L. (1985). Language and experience: Evidence from the blind child. Cambridge: Harvard University Press. (Paperback published 1987)
- Fowler, A. , Gelman, R., & Gleitman, L. (1994)"The Course of Language Learning in Children with Down Syndrome". In H. Flager-Flusberg (ed), Constraints on language acquisition: Studies of atypical children. Hillsdale, NJ: Erlbaum.
- Gleitman, L.R., & Reisberg, D. (2011). Language. Revised In H. Gleitman, D. Reisberg & M. Gross (Eds.), Psychology (8th ed.)[17]
- Gleitman, L.R., Liberman, M.Y., McLemore, C. Partee, B.H. (January 2019). The Impossibility of Language Acquisition (and How They Do It). Annual Review of Linguistics.[18]